# Реетобель
Реетобель (нім. Rehetobel) — громада  в Швейцарії в кантоні Аппенцелль-Ауссерроден, округ Фордерланд.

## Географія
Громада розташована на відстані близько 165 км на схід від Берна, 17 км на схід від Герізау.
Реетобель має площу 6,7 км², з яких на 9,5% дозволяється будівництво (житлове та будівництво доріг), 55,9% використовуються в сільськогосподарських цілях, 34,1% зайнято лісами, 0,4% не є продуктивними (річки, льодовики або гори).

## Демографія
2019 року в громаді мешкало 1756 осіб (+3,1% порівняно з 2010 роком), іноземців було 10,9%. Густота населення становила 261 осіб/км².
За віковим діапазоном населення розподілялося таким чином: 20,6% — особи молодші 20 років, 59,2% — особи у віці 20—64 років, 20,2% — особи у віці 65 років та старші. Було 718 помешкань (у середньому 2,4 особи в помешканні).
Із загальної кількості 527 працюючих 48 було зайнятих в первинному секторі, 115 — в обробній промисловості, 364 — в галузі послуг.